# Le Chant du lac
Le Chant du lac est un roman d’Olympe Bhêly-Quénum,. Paru en 1965 aux éditions Présence africaine, l’ouvrage reçoit le grand prix littéraire d’Afrique noire en 1966.